# Erzbistum Curitiba
Das Erzbistum Curitiba (lateinisch Archidioecesis Curitibensis, portugiesisch Arquidiocese de Curitiba) ist eine in Brasilien gelegene römisch-katholische Erzdiözese mit Sitz in Curitiba im Bundesstaat Paraná.

## Geschichte
Die Diözese Curitiba wurde am 27. April 1892 durch Papst Leo XIII. aus Gebietsabtretungen des Erzbistums São Paulo heraus errichtet. Erster Bischof wurde im Januar 1894 José de Camargo Barros. Am 10. Mai 1926 erfolgte durch Papst Pius XI. die Erhebung zum Erzbistum.
Es wurden die Suffraganbistümer Ponta Grossa (1926), Bistum Paranaguá (1962), Guarapuava (1965), União da Vitória (1976) und São José dos Pinhais (2006) errichtet. Die 1926 gegründete Eparchie São João Batista em Curitiba der Ukrainisch Griechisch-Katholischen Kirche wurde ebenso als Suffragan unterstellt, schied aber am 12. Mai 2014 mit der Erhebung zur Erzeparchie aus der Kirchenprovinz aus.

## Ordinarien
- José de Camargo Barros (1894–1903), dann Bischof von São Paulo
- Leopoldo Duarte e Silva Paulista (1904–1906), dann Erzbischof von São Paulo
- João Francisco Braga (1907–1935)
- Ático Eusébio da Rocha (1935–1950)
- Manuel da Silveira d’Elboux (1950–1970)
- Pedro Antônio Marchetti Fedalto (1970–2004)
- Moacyr José Vitti CSS (2004–2014)
- José Antônio Peruzzo (seit 2014)